# Yui
Yui (Japans: 吉岡唯, Yui Yoshioka) (Kasuya, 26 maart 1987) is een Japanse singer-songwriter en actrice. Yui is buiten Japan nog relatief onbekend, maar het feit dat haar liedjes Life en Rolling Star zijn gebruikt in de anime Bleach heeft haar enige internationale bekendheid opgeleverd.

## Biografie

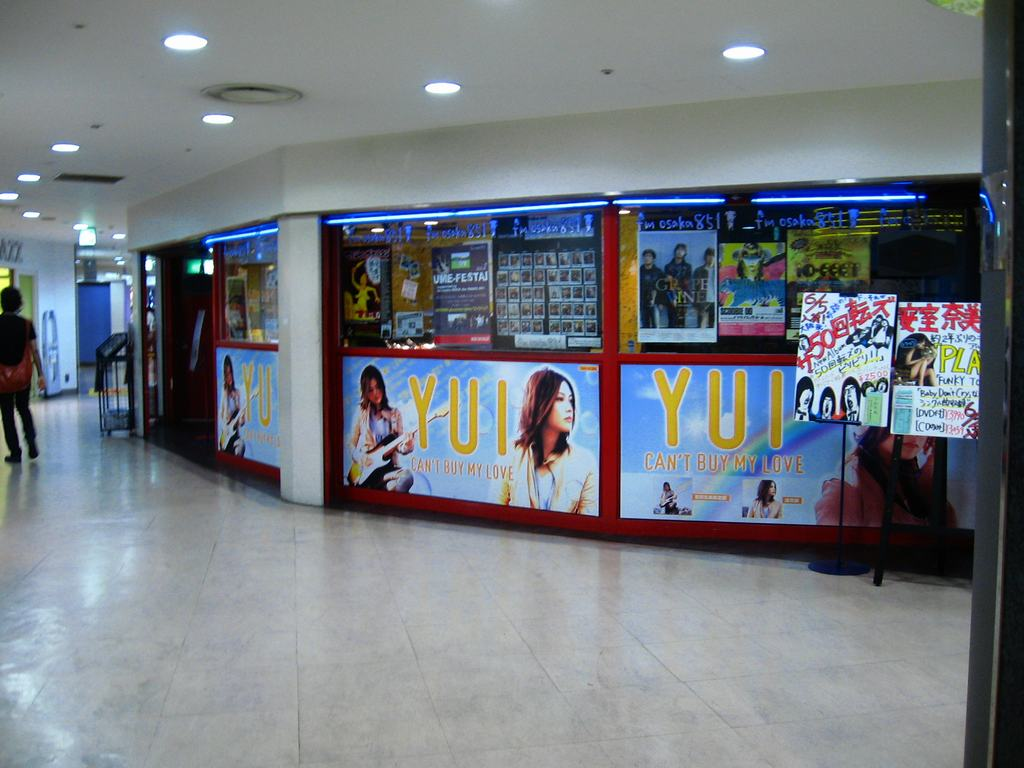
Reclame van Yui

Yui begon met het schrijven van gedichten toen ze in de brugklas zat. Toen ze 16 was begon ze nummers te schrijven en te spelen op een gitaar. Haar moeder herkende haar talent en stuurde haar naar een privé-muziekschool in Fukuoka. Omdat ze door wilde breken begon ze op verschillende plekken in Shingu en Tenjin te spelen als straatmuzikante.
Haar professionele carrière begon in maart 2004 toen ze drie nummers mocht zingen tijdens audities bij Sony Music Japan. Ze song hier de nummers "Why Me?", "It's Happy Line" en "I Know. Met "It's Happy Line" brak ze door in de underground scène van Japan.
Op 23 februari 2005 gaf Yui haar eerste single uit genaamd "Feel My Soul". Later kwamen "Tomorrow's Way", "Life" en "Tokyo" uit die allemaal succesvol werden.
Enkele maanden later speelde Yui in een film genaamd "Taiyou no Uta" die werd vertoond op het Filmfestival van Cannes van 2006.
Later bracht Yui nog een paar singles uit die allemaal goed verkochten.

## Discografie

### Albums
| Album met eventuele hitnotering(en) in de Nederlandse Album Top 100 | Datum van verschijnen | Datum van binnenkomst | Hoogste positie | Aantal weken | Opmerkingen |
| ------------------------------------------------------------------- | --------------------- | --------------------- | --------------- | ------------ | ----------- |
| From Me To You                                                      | 22-02-2006            | -                     |                 |              |             |
| Can't buy my love                                                   | 04-04-2007            | -                     |                 |              |             |
| I Loved Yesterday                                                   | 09-04-2008            | -                     |                 |              |             |
| My Short Stories                                                    | 12-11-2008            | -                     |                 |              |             |
| Holidays in the Sun                                                 | 14-07-2010            | -                     |                 |              |             |

### Singles
| Single met eventuele hitnotering(en) in de Nederlandse Top 40 | Datum van verschijnen | Datum van binnenkomst | Hoogste positie | Aantal weken | Opmerkingen |
| ------------------------------------------------------------- | --------------------- | --------------------- | --------------- | ------------ | ----------- |
| It's happy line                                               | 24-12-2004            | -                     |                 |              |             |
| Feel My Soul                                                  | 23-02-2005            | -                     |                 |              |             |
| Tomorrow's Way                                                | 22-06-2005            | -                     |                 |              |             |
| Life                                                          | 09-11-2005            | -                     |                 |              |             |
| Tokyo                                                         | 18-01-2006            | -                     |                 |              |             |
| Good-bye Days                                                 | 14-06-2006            | -                     |                 |              |             |
| I Remember You                                                | 20-08-2006            | -                     |                 |              |             |
| Rolling Star                                                  | 17-01-2007            | -                     |                 |              |             |
| Che.R.Ry                                                      | 07-03-2007            | -                     |                 |              |             |
| My Generation/Understand                                      | 12-06-2007            | -                     |                 |              |             |
| Love & Truth                                                  | 26-09-2007            | -                     |                 |              |             |
| Namidairo                                                     | 27-02-2008            | -                     |                 |              |             |
| Laugh Away                                                    | 03-03-2008            | -                     |                 |              |             |
| I Loved Yesterday                                             | 09-04-2008            | -                     |                 |              |             |
| Summer Song                                                   | 02-07-2008            | -                     |                 |              |             |
| Again                                                         | 03-06-2009            | -                     |                 |              |             |
| It's All Too Much/Never Say Die                               | 07-10-2009            | -                     |                 |              |             |
| Gloria                                                        | 01-20-2010            | -                     |                 |              |             |
| To Mother                                                     | 02-06-2010            | -                     |                 |              |             |
| Rain                                                          | 24-11-2010            | -                     |                 |              |             |
| It's My Life / Your Heaven                                    | 26-01-2011            | -                     |                 |              |             |

## Trivia
- Yui is altijd al verlegen geweest, tot op de dag van vandaag heeft ze moeite met het praten tegen vreemden.
- Yui is de op twee na jongste artiest die de eerste plek van de Japanse album top 200 bereikte (met Can't buy my love).
- Yui beantwoordde de felicitatie hiermee met: "Ik ben iedereen die besloten heeft mijn album te kopen erg dankbaar. Maar het gaat me eigenlijk niet zo zeer om lijstjes en verkoopcijfers. Als ik maar muziek kan maken waar veel mensen lang naar zullen luisteren, dat is het mooiste voor mij".
- Yui schrijft haar liedjes eerst in een fantasietaal voordat ze de daadwerkelijke tekst bedenkt.